# بوفيس (بيدمونت)
بوفيس هيبلدية في مقاطعة كونيو في منطقة بيدمونت الإيطالية، وتقع على بعد حوالي 80 كيلومتر (50 ميل) جنوب تورينو وحوالي 6 كيلومتر (4 ميل) جنوب كونيو. تقع على حدود البلديات التالية: بورغو سان دالمازو وكونيو وليمونا بيمونتي وبيفيرانيو وروبيلانت روكافيوني وفيرنانتي.
في 19 سبتمبر 1943، كانت بلدة بوفيس مسرحًا لمذبحة للمدنيين اقترفتها فرقة الدبابات الأولى SS، حيث أضرمت القوات الألمانية النيران في أكثر من 350 منزلاً وقتلت العديد من القرويين.

## المدن التوأم
- كاستيلو دي جوديغو، إيطاليا
- موجيو، فرنسا